# Ripukkajärvet (Jukkasjärvi socken, Lappland, 750309-173086)
Ripukkajärvet är en sjö i Kiruna kommun i Lappland och ingår i Kalixälvens huvudavrinningsområde.